# Ling Li
Ling Li (xinès simplificat: 凌力; pinyin: Líng Lì) (Yan'an 1942 - Pequín 2018) escriptora, cineasta i historiadora xinesa. Guanyadora del Premi Mao Dun de Literatura de l'any 1991 per la seva novel·la 少年天子 traduïda a l'anglès com Youth Son o Youth Son of Heaven, o The Young Prince.

## Biografia
Ling Li (es el nom de ploma de Zeng Lili) va néixer a Yan'an, província de Shaanxi (Xina) el 13 de febrer de 1942. El 1965 es va graduar a la Facultat d'Enginyeria de Telecomunicació Militar de Xi'an. Després de dotze anys de treball en tecnologia d'enginyeria de míssils, va ser transferida a l'Institut de Recerca Històrica de la dinastia Qing de la Universitat Renmin de la Xina, on va començar la seva carrera com a investigadora i també el procés de creació literària.
L'any 2000 va entrar a l'Acadèmia de Cinema de Pequín, on va estudiar direcció amb el cineasta Xie Fei. El director i escriptor Li Heng, amb el suport d'una productora de Hong Kong, va dirigir una sèrie de televisió sobre la vida de l'emperador Yongzheng basada en la novel·la de Ling, 少年天子.
Ha sigut vicepresidenta de l'Associació d'Escriptors de Pequín, i del 6è Comitè Nacional de l'Associació d'Escriptors Xinesos.
Va morir a Pequín el 18 de juliol de 2018.

## Obres
| Any  | Títol xinès                | Títol o traducció a l'anglès                                                        |  |
| ---- | -------------------------- | ----------------------------------------------------------------------------------- |  |
| 1980 | 星星草                     | Star Grass                                                                          |  |
| 1980 | 幼年                       | Childhood                                                                           |  |
| 1984 | 火炬在燃烧                 | The Torch is Burning                                                                |  |
| 1987 | 少年天子                   | The Young Prince                                                                    |  |
| 1989 | 失落在龟兹古道的爱         | Love Lost on the Ancient Road of Qiuci                                              |  |
| 1990 | 生死饮食男女, 清代民俗趣谈 | "Vida i mort, menjar i beure homes i dones: folklore interessant a la dinastia Qing |  |
| 1991 | 倾城倾国（上、下）         | The Falling City and the Country                                                    |  |
| 1993 | 暮鼓晨钟—少年康熙          | Twilight Drums and Morning Bells - Young Kangxi                                     |  |
| 1994 | 清宫之谜》中两种——沧海珠   | Two of them in "Mystery of the Qing Palace" - "Pearl of the Sea"                    |  |
| 1998 | 凌力文集                   | Ling Li's Collected Works                                                           |  |
| 1999 | 梦断关河                   | Guan River of Broken Dreams                                                         |  |
| 2008 | 北方佳人                   | Northern Beauty                                                                     |  |

## Premis
- 1991: Premi Mau Dun per 少年天子 (Son of Heaven)
- 1995: Premi d'assaig del 45è aniversari del municipi de Pequín per 暮鼓晨鐘—少年康熙 (Twilight Drum Morning Bell-Young Kangxi)

- 1999: Premi Lao She i Premi Yao Xueyin per 梦断关河 (Guan River of Broken Dreams)